# Virální video
Virální video nebo také videomem či virál (ze slova virus) je video, které se stane populárním prostřednictvím sdílení na internetu. Virální se nazývá proto, že si je lidé posílají mezi sebou, a šíří se tak jako virus. Nejčastěji se šíří prostřednictvím stránek na sdílení videa (YouTube), sociálních sítí a e-mailu. Virální video může být vytvořeno jako součást virálního marketingu (jednotlivci i firmami), ale často to jsou videa, která jsou vytvořena spontánně a lidé je sdílejí kvůli zajímavému obsahu. Virální video nemá přesnou definici, můžeme je brát lokálně (český virál, virál mezi fanoušky něčeho apod.) nebo z celosvětového hlediska.

## Historie
Za první virální video lze považovat video Bad Day z roku 1997. Obsahuje záznam z průmyslové kamery v kancelářské budově, kde rozčilený úředník zničí nejprve klávesnici a posléze i samotné PC. Trvá pouze 26 sekund a jeho kvalita není nějak zázračná. To ho ovšem činí optimálním pro šíření pomocí emailu. Dále lze uvést třeba Star Wars Kid z roku 2003, na němž žák střední školy neuměle napodoboval postavu z Hvězdných válek, Dartha Maula a spolužáci ho nahráli na internet. Tento případ se často uvádí jako první případ kyberšikany. Dále se proslavil třeba Gary Brolsma s videem s názvem Numa Numa, ve kterém zajímavě otevírá pusu a celkově se pohybuje na písničku „Dragostea Din Tei“. BBC uvedla, že se jednalo o druhé nejsledovanější video historie, hned po již zmíněném Star Wars Kid. Dále se mezi slavnějšími virály prosadil nespočet videí, uveďme třeba: Charlie bit my finger - again! nebo La Caida de Edgar (el original). V dnešní době má nejvíce zhlédnutí virál Gangnam Style, který jako první překonal na YouTube hranici jedné miliardy zhlédnutí. Dne 24. srpna 2015 video dokonce překonalo hranici 2,4 miliardy zhlédnutí. Video bylo původně určeno pouze pro jihokorejské publikum.

## Česká virální videa
Kromě videí, která jako internetové memy pronikla do české internetové kultury (např. LuŠtěLa a Natalia Sadness), se vytváření virálních videí věnují lidé i profesionálně. Takovou skupinou jsou ViralBrothers (Čeněk Stýblo a Erik Meldik), kteří jsou dnes jedni z nejúspěšnějších představitelů „virální videoscény“. Velmi úspěšná je zvláště jejich série „Debilní kecy“. Mezi další skupiny patří např. noisebrothers.

### 11 hodin hrůzy a beznaděje
Dne 26. července 2012 do televize Nova zavolala skupina přátel s tím, že mají příběh, který by bylo zajímavé natočit. K jejich překvapení se reportér David Pik rozhodl reportáž vytvořit. V příběhu šlo o paní Zdenu, která zůstala uvízlá 11 hodin ve svahu pod kořenem. Po celou dobu byla 50 metrů od chaty, ze šoku ale ztratila hlas. Ze zaklínění ji dostali až její přátelé druhý den ráno. K odvysílání reportáže v televizi došlo pouze jednou. Reportáž ale byla pod názvem „Bába pod kořenem“ umístěna na YouTube kanál, odkud se začala šířit dál.

### Za 5 minut u Tesca
Mezi česká virální videa patří i stream nezodpovědné automobilové jízdy dvou dívek, která skončila těžkou nehodou 6. července 2017 u Obrnic nedaleko Mostu. Na streamu je vidět, že se řidička příliš nevěnuje řízení a porušuje předepsanou rychlost. V jednu chvíli dívka vykřikuje: „Už jedeme 120, během chvilky... 140. Teď teprve vyjíždíme z Mostu, sejdeme se za pět minut u Tesca, stíháš? Hele, kolik jedeš? Ty pičo,...“, poté automobil narazí do protihlukové stěny. Řidička střet nepřežila, spolujezdkyně byla zraněna. Podle policie byla příčinou nehody příliš vysoká rychlost, video plánoval použít BESIP k varování řidičů.